# Sine nomine
Sine nomine (kratica: s.n.) latinska je oznaka koja znači ‘bez imena’. Koristi se kako bi se označilo da ime autora ili nakladnik nisu navedeni u publikaciji.